# Bogdán Richárd
Bogdán Richárd (Budapest, 1967. november 10. –) újságíró, szerkesztő, EU-szakértő, coach, a Mensa HungarIQa volt elnöke, a UnIQue Travel & Consulting tulajdonosa és ügyvezetője.

## Életpálya
A budapesti Kölcsey Ferenc Gimnáziumban érettségizett 1986-ban, majd az Országos Mentőszolgálatnál helyezkedett el arra az időre, míg az orvosi egyetemre készült. A munka mellett programozói végzettséget szerzett a SZÁMALK-on (a Gábor Dénes Főiskola), majd mellette 1991-ben idegenvezetői vizsgát is tett.

### Újságírás
Újságírói pályafutását a Pesti Riportnál kezdte, 1994-től dolgozott a napilapnál, ahol 1995-től már a Belföld rovat vezetőhelyettese. Amikor a Kurír „bekebelezte” a Pesti Riportot, ott folytatta szerkesztői munkáját, 1998-tól a népszerű „Ifipark“ mellékletet vezette. A Kurír 1998. szeptember 30-i megszűnéséig volt a szerkesztőség tagja.
Napilapos munkája mellett a Heti Pesti Riport magazinnak készített színészinterjú-sorozatot. A 90-es évek második felében a művészvilág és a gazdasági élet szereplőivel készült interjúi a Reform magazinban, míg politikusokkal és tudósokkal készített interjúi a Remény című folyóiratban jelentek meg. Külön felkérésre szerkesztette a Pesti Est különszámát, és ezzel párhuzamosan a Világjáró turisztikai szakmai hírlevél írója-szerkesztője volt.
1995-től a Magyar Újságírók Országos Szövetsége tagja.
1999 őszétől az akkor újrainduló Playboy magazinnak előbb munkatársa, majd rövidesen szerkesztője lett. A lapnál néhány hónappal később történt tulajdonos- és főszerkesztőváltás miatt útjaik elváltak egymástól.
Még a Millennium évében felkérést kapott a Heti Turizmus című idegenforgalmi szaklap szerkesztésére.
2003-tól a Travel Trade Gazette (TTG) Hungary című idegenforgalmi szaklap főszerkesztője annak 2013-as megszűnéséig.
2006–2009 között a Glóbusz Travel & Lifestyle negyedévente megjelenő magyar-angol kétnyelvű utazási és életmód magazin főszerkesztője,  párhuzamosan a TTG Hungary-val.
2010–2011 között a Tűzvonalban című hazai tévésorozat sajtófőnöke volt.
2022–2023 között a budapestinfo.hu, a főváros külföldi látogatóknak szóló turisztikai portáljának főszerkesztője.

### Tanulmányok
1999-ben a Janus Pannonius Tudományegyetem, (ma Pécsi Tudományegyetem) bölcsész karán államvizsgázott.
2003-ban felvételt nyer a Miskolci Egyetem gazdasági karára, ahol 2006-ban szerez Európa-szakértő diplomát.
2024-ben business coachként végzett a Budapesti Gazdasági Egyetemen.
1996–2019 között vendégoktató az amerikai TCU egyetem közgazdasági karának nyári kihelyezett kurzusán, ahol magyar sajtótörténetet tanított.

### Mensa
1994-ben sikerrel megírta a Mensa-tesztet, és 1995. óta a Mensa HungarIQa, a kiemelkedően intelligens emberek klubjának tagja. 1998–1999-ben az elnökség tagja, 2006-tól tíz éven át az egyesület sajtófőnöke. 2016. január 1. – 2019. december 31. között a Mensa HungarIQa Egyesület megválasztott elnöke, és tagja a Mensa International igazgatótanácsának (International Board of Directors). 2021 óta tagja a Mensa International tehetséggondozással foglalkozó bizottságának (Gifted Youth Committee).

## Társadalmi szerepvállalás
A Mensa Suli+ Program ötletgazdája és létrehozója dr. Kovács Kristóffal, a Mensa HungarIQa felügyelő pszichológusával. A Mensa Suli+ egy iskolán kívüli, komplex tematikájú tehetséggondozó foglalkozássorozat, egy olyan képzési program, amely nyitott az adaptálhatóság felé, szabadon alkalmazható, terjeszthető. A 2017-ben elindított program célja egy szabad hozzáférésű, társadalmilag hasznos kezdeményezés tehetséges gyerekek számára. A programot a cseh Mensa által több évtizede működtetett tehetséggondozó modell inspirálta.

## Tagság
- Mensa HungarIQa
- Mensa IBD
- MÚOSZ
- Swedish Grand Prize Board Archiválva 2018. szeptember 3-i dátummal a Wayback Machine-ben